# Phyllopodium phyllopodioides
Phyllopodium phyllopodioides är en flenörtsväxtart som först beskrevs av Rudolf Schlechter, och fick sitt nu gällande namn av O.M. Hilliard. Phyllopodium phyllopodioides ingår i släktet Phyllopodium och familjen flenörtsväxter. Inga underarter finns listade i Catalogue of Life.